# 瑞安·马隆
瑞安·马隆（英語：Ryan Malone，1979年12月1日—），美国男子冰球运动员，场上位置是前锋。他曾代表美国国家队参加2010年冬季奥林匹克运动会冰球比赛，获得一枚银牌。